# Colibrí d'Elliot
El colibrí d'Elliot(Selasphorus ellioti) és una espècie d'ocell de la família dels troquílids (Trochilidae) que habita zones boscoses de les terres altes de Chiapas, Guatemala, El Salvador i Hondures.

## Taxonomia
Antany ubicat al gènere Atthis, ha estat classificat a Selasphorus arran estudis recents.